# Karel Dillen
Karel Dillen (n. 16 octombrie 1925 - d. 27 aprilie 2007), a fost un om politic belgian, membru al Parlamentului European în perioada 1994-1999 din partea Belgiei. 
1. ↑   http://www.iht.com/articles/ap/2007/04/27/europe/EU-GEN-Belgium-Dillen-Obit.php Lipsește sau este vid: |title= (ajutor)
2. ↑  Autoritatea BnF, accesat în 10 octombrie 2015
3. ↑  Deputații în Parlamentul European